# Incydent Tapani

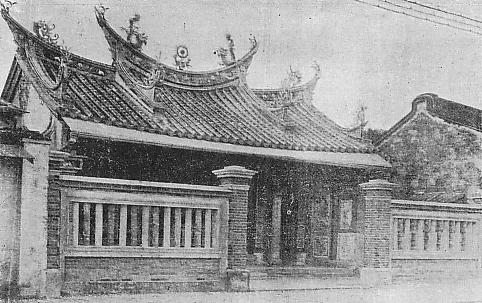
Świątynia Xilai’an, zdjęcie z 1915 roku

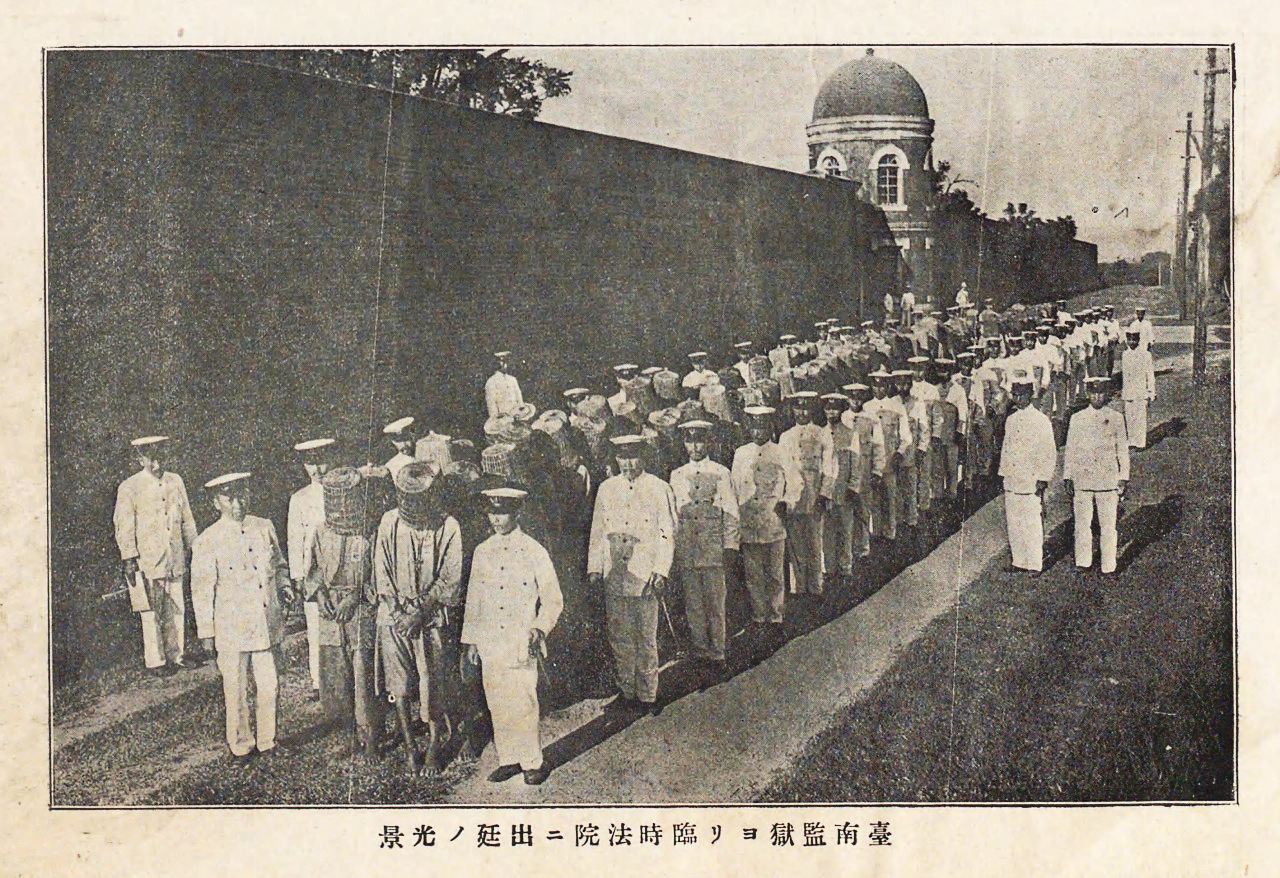
Powstańcy aresztowani przez japońskich żołnierzy

Incydent Tapani lub incydent Sairai-an (chiń. 西來庵事件 Xilai’an shijian lub 噍吧哖事件 Jiaobanian shijian; tajw. 噍吧哖事件 Ta-pa-nî sū-kiāⁿ, jap. 西来庵事件 Sairai-an jiken) – antyjapoński zryw powstańczy w południowej części Tajwanu, trwający od lipca 1915 do kwietnia 1916.
W lipcu 1915 w świątyni Xilai’an pod Tainanem Yu Qingfang wydał odezwę wzywającą do walki z panowaniem japońskim. Odwoływał się w niej do tradycji dynastii Ming i millenarystycznych sekt buddyjskich, ogłaszając powstanie Królestwa Wdzięczności Wielkim Mingom (大明慈悲國; Da Ming Cibeiguo). W wyniku przeprowadzonych przez spiskowców po tym wydarzeniu ataków na posterunki policji zginęło około 30 funkcjonariuszy. Działania te zakończyły się jednak tylko połowicznym sukcesem, bowiem powstańcy musieli uchodzić w góry. Dopiero następna ich większa akcja zakończyła się sukcesem (zdobyto policyjny budynek w Jiaobanian). Ostatecznie uczestników rebelii zmuszono do poddania się, używając artylerii oraz stosując obietnice niestosowania sankcji karnych. Sam Yu Qingfang został schwytany przez Japończyków już 22 sierpnia 1915 roku. Uwięziono łącznie 1957 uczestników zrywu, z czego 886 otrzymało wyroki śmierci. 96 skazanych zostało straconych, pozostałych objęto amnestią z okazji intronizacji cesarza Yoshihito.
Przez kilka miesięcy walkę kontynuował jeszcze Jiang Ding, który ostatecznie również został ujęty i postawiony przed sądem. W jego procesie wydano 37 wyroków śmierci. Incydent Tapani był ostatnim z serii zbrojnych zrywów Hanów przeciwko japońskiemu panowaniu; kolejne powstania wszczynali już tylko Aborygeni tajwańscy.